# Ruta del Sol 2011
De Ruta del Sol 2011, ook bekend onder de naam Vuelta a Andalucia, werd gehouden van 20 februari tot en met 24 februari in Andalusië, en ging over een afstand van 680.6 kilometer. Het was de 57ste editie van deze meerdaagse etappekoers in het zuiden van Spanje. In totaal bereikten 109 renners de eindstreep in Antequera. De eindoverwinning ging naar de Spanjaard Markel Irizar.

## Etappe-overzicht
| etappe  | datum       | start              | finish    | afstand  | winnaar           | klassementsleider |
| ------- | ----------- | ------------------ | --------- | -------- | ----------------- | ----------------- |
| Proloog | 20 februari | Benahavís          | Benahavís | 6,8 km   | Jimmy Engoulvent  | Jimmy Engoulvent  |
| 1e      | 21 februari | Almuñécar          | Adra      | 161,3 km | Jonathan Hivert   | Markel Irizar     |
| 2e      | 22 februari | Villa de Otura     | Jaén      | 175,3 km | Francisco Ventoso | Markel Irizar     |
| 3e      | 23 februari | La Guardia de Jaén | Córdoba   | 174 km   | Óscar Freire      | Markel Irizar     |
| 4e      | 24 februari | Córdoba            | Antequera | 162,7 km | Óscar Freire      | Markel Irizar     |

## Startlijst
Er namen zeventien ploegen met elk zeven renners deel.
| Rabobank               | Omega Pharma-Lotto | Sky ProCycling    | Vacansoleil-DCM |
| Team RadioShack        | Euskaltel-Euskadi  | Team Leopard-Trek | Team Katjoesja  |
| Team Movistar          | Saur-Sojasun       | Caja Rural        | Skil-Shimano    |
| Geox-TMC               | Orbea              | Team NetApp       | KTM-Murcia      |
| Andalucía-Caja Granada |                    |                   |                 |

## Etappe-uitslagen

### Proloog
| Plaats  | Naam                  | Ploeg              | Tijd      |
| ------- | --------------------- | ------------------ | --------- |
| Winnaar | Jimmy Engoulvent      | Saur-Sojasun       | 00u09'28" |
| 2       | Markel Irizar         | Team RadioShack    | z.t.      |
| 3       | Jurgen Van den Broeck | Omega Pharma-Lotto | + 00'01"  |
| 4       | Levi Leipheimer       | Team RadioShack    | + 00'02"  |
| 5       | Jérôme Coppel         | Saur-Sojasun       | + 00'03"  |
| 6       | Paul Poux             | Saur-Sojasun       | + 00'07"  |
| 7       | Luis Pasamontes       | Team Movistar      | + 00'08"  |
| 8       | Thomas Lövkvist       | Sky ProCycling     | + 00'08"  |
| 9       | Rigoberto Urán        | Geox-TMC           | + 00'09"  |
| 10      | Ivan Rovny            | Team RadioShack    | + 00'10"  |
|         |                       |                    |           |
| 20      | Dennis van Winden     | Rabobank           | + 00'17"  |

### 1e etappe
| Plaats  | Naam                  | Ploeg                  | Tijd      |
| ------- | --------------------- | ---------------------- | --------- |
| Winnaar | Jonathan Hivert       | Saur-Sojasun           | 04u20'25" |
| 2       | Francisco Ventoso     | Team Movistar          | z.t.      |
| 3       | Óscar Freire          | Rabobank               | z.t.      |
| 4       | Stijn Devolder        | Vacansoleil-DCM        | z.t.      |
| 5       | Sergej Ivanov         | Team Katjoesja         | z.t.      |
| 6       | Luis Pasamontes       | Team Movistar          | z.t.      |
| 7       | Juan José Cobo        | Geox-TMC               | z.t.      |
| 8       | Jurgen Van den Broeck | Omega Pharma-Lotto     | z.t.      |
| 9       | José Alberto Benitez  | Andalucía-Caja Granada | z.t.      |
| 10      | Christian Knees       | Sky ProCycling         | z.t.      |
|         |                       |                        |           |
| 35      | Bauke Mollema         | Rabobank               | z.t.      |

### 2e etappe
| Plaats  | Naam              | Ploeg                  | Tijd    |
| ------- | ----------------- | ---------------------- | ------- |
| Winnaar | Francisco Ventoso | Team Movistar          | 4u21'53 |
| 2       | Juan José Lobato  | Andalucía-Caja Granada | z.t.    |
| 3       | Davide Appollonio | Sky ProCycling         | z.t.    |
| 4       | Giacomo Nizzolo   | Team Leopard-Trek      | z.t.    |
| 5       | Thierry Hupond    | Skil-Shimano           | z.t.    |
| 6       | Peio Bilbao       | Orbea                  | z.t.    |
| 7       | Samuel Sánchez    | Euskaltel-Euskadi      | z.t.    |
| 8       | Ricardo García    | Orbea                  | z.t.    |
| 9       | Luis Pasamontes   | Team Movistar          | z.t.    |
| 10      | Yukihiro Doi      | Skil-Shimano           | z.t.    |
|         |                   |                        |         |
| 19      | Stijn Devolder    | Vacansoleil-DCM        | z.t.    |
| 34      | Tom Leezer        | Rabobank               | z.t.    |

### 3e etappe
| Plaats  | Naam                  | Ploeg              | Tijd      |
| ------- | --------------------- | ------------------ | --------- |
| Winnaar | Óscar Freire          | Rabobank           | 03u49'23" |
| 2       | Jimmy Engoulvent      | Saur-Sojasun       | z.t.      |
| 3       | Aitor Galdós          | Caja Rural         | z.t.      |
| 4       | Marco Marcato         | Vacansoleil-DCM    | z.t.      |
| 5       | Robert Hunter         | Team RadioShack    | z.t.      |
| 6       | Davide Appollonio     | Sky ProCycling     | z.t.      |
| 7       | Yukihiro Doi          | Skil-Shimano       | z.t.      |
| 8       | Jon Aberasturi        | Orbea              | z.t.      |
| 9       | Christian Knees       | Sky ProCycling     | z.t.      |
| 10      | Mirko Selvaggi        | Vacansoleil-DCM    | z.t.      |
|         |                       |                    |           |
| 15      | Jurgen Van den Broeck | Omega Pharma-Lotto | z.t.      |
| 42      | Tom Stamsnijder       | Team Leopard-Trek  | z.t.      |

### 4e etappe
| Plaats  | Naam                  | Ploeg                  | Tijd      |
| ------- | --------------------- | ---------------------- | --------- |
| Winnaar | Óscar Freire          | Rabobank               | 03u46'42" |
| 2       | Samuel Sánchez        | Euskaltel-Euskadi      | z.t.      |
| 3       | Jonathan Hivert       | Saur-Sojasun           | z.t.      |
| 4       | Davide Appollonio     | Sky ProCycling         | z.t.      |
| 5       | Rigoberto Urán        | Sky ProCycling         | z.t.      |
| 6       | Marco Marcato         | Vacansoleil-DCM        | z.t.      |
| 7       | Jurgen Van den Broeck | Omega Pharma-Lotto     | z.t.      |
| 8       | Luis Pasamontes       | Team Movistar          | z.t.      |
| 9       | Jérôme Coppel         | Saur-Sojasun           | z.t.      |
| 10      | Juan José Lobato      | Andalucía-Caja Granada | z.t.      |
|         |                       |                        |           |
| 44      | Laurens ten Dam       | Rabobank               | + 00'10"  |

## Eindklassementen
| Plaats    | Naam                  | Ploeg              | Tijd      |
| --------- | --------------------- | ------------------ | --------- |
| Rode trui | Markel Irizar         | Team RadioShack    | 16u27'21" |
| 2         | Jurgen Van den Broeck | Omega Pharma-Lotto | + 00'01"  |
| 3         | Levi Leipheimer       | Team RadioShack    | + 00'02"  |
| 4         | Jérôme Coppel         | Saur-Sojasun       | + 00'03"  |
| 5         | Luis Pasamontes       | Team Movistar      | + 00'08"  |
| 6         | Thomas Lövkvist       | Sky ProCycling     | z.t.      |
| 7         | Rigoberto Urán        | Geox-TMC           | + 00'09"  |
| 8         | Haimar Zubeldia       | Team RadioShack    | + 00'12"  |
| 9         | Samuel Sánchez        | Euskaltel-Euskadi  | + 00'16"  |
| 10        | Ivan Rovny            | Team RadioShack    | + 00'18"  |
|           |                       |                    |           |
| 19        | Laurens ten Dam       | Rabobank           | + 00'30"  |

| Plaats      | Naam              | Ploeg         | Punten |
| ----------- | ----------------- | ------------- | ------ |
| Blauwe trui | Óscar Freire      | Rabobank      | 66     |
| 2           | Jimmy Engoulvent  | Saur-Sojasun  | 49     |
| 3           | Francisco Ventoso | Team Movistar | 45     |

| Plaats      | Naam             | Ploeg                  | Punten |
| ----------- | ---------------- | ---------------------- | ------ |
| Paarse trui | Javier Ramirez   | Andalucía-Caja Grenada | 28     |
| 2           | Fabio Duarte     | Geox-TMC               | 19     |
| 3           | David de la Cruz | Caja Rural             | 12     |

| Plaats     | Naam          | Ploeg              | Punten |
| ---------- | ------------- | ------------------ | ------ |
| Witte trui | Jan Bakelants | Omega Pharma-Lotto | 6      |
| 2          | Javier Moreno | Caja Rural         | 5      |
| 3          | Fabio Duarte  | Geox-TMC           | 3      |

| Plaats | Ploeg           | Tijd      |
| ------ | --------------- | --------- |
|        | Team RadioShack | 49u22'15" |
| 2      | Sky ProCycling  | +00' 18"  |
| 3      | Team Movistar   | +00' 24"  |

1925 · 1926-1954 · 1955 · 1956 · 1957 · 1958 · 1959 · 1960 · 1961 · 1962 · 1963 · 1964 · 1965 · 1966 · 1967 · 1968 · 1969 · 1970 · 1971 · 1972 · 1973 · 1974 · 1975 · 1976 · 1977 · 1978 · 1979 · 1980 · 1981 · 1982 · 1983 · 1984 · 1985 · 1986 · 1987 · 1988 · 1989 · 1990 · 1991 · 1992 · 1993 · 1994 · 1995 · 1996 · 1997 · 1998 · 1999 · 2000 · 2001 · 2002 · 2003 · 2004 · 2005 · 2006 · 2007 · 2008 · 2009 · 2010 · 2011 · 2012 · 2013 · 2014 · 2015 · 2016 · 2017 · 2018 · 2019 · 2020 · 2021 · 2022 · 2023 · 2024 · 2025